# Hadrozaury płaskogłowe
Hadrozaury płaskogłowe – jedna z dwóch podrodzin dinozaurów z rodziny hadrozaurów. Nie posiadają na głowie grzebieni, czym różnią się od drugiej podrodziny lambeozaurów. Do hadrozaurów płaskogłowych należą np. hadrozaur, anatotytan, brachylofozaur, zaurolof.

## Klasyfikacja
- Rząd – dinozaury ptasiomiedniczne
  - Podrząd – cerapody
    - Infrarząd – ornitopody
      - Rodzina – hadrozaury
        - Podrodzina – hadrozaury płaskogłowe
          - Plemię – majazaury
            - Rodzaj – majazaura
            - Rodzaj – brachylofozaur

          - Plemię – grypozaury
            - Rodzaj – aralozaur
            - Rodzaj – kritozaur
            - Rodzaj – hadrozaur
            - Rodzaj – grypozaur

          - Plemię – zaurolofy
            - Rodzaj – kerberozaur
            - Rodzaj – loforoton
            - Rodzaj – anasazizaur (według niektórych źródeł tożsamy z Kritosaurus navajovius)
            - Rodzaj – naashoibitosaurus (według niektórych źródeł tożsamy z Kritosaurus navajovius)
            - Rodzaj – prozaurolof
            - Rodzaj – zaurolof

          - Plemię – edmontozaury
            - Rodzaj – Tanius
            - Rodzaj – edmontozaur (anatozaur)
            - Rodzaj – anatotytan
            - Rodzaj – szantungozaur
            - Rodzaj – Zhuchengosaurus